# Locomotora con depósito incorporado
Una locomotora con depósito incorporado (también denominada locomotora tanque o locomotora-ténder) es una locomotora de vapor que transporta el agua necesaria para su funcionamiento en uno o más tanques de agua a bordo, en lugar de arrastrarla en un ténder, una solución más tradicional. También puede alojar un depósito de combustible (carbonera, leñera o un tanque de gasóil). Existen varios tipos diferentes de estas locomotoras, que se distinguen por la disposición y las características de este tipo de depósitos. El tipo más común tiene los depósitos montados a ambos lados de la caldera. Se originó alrededor de 1840 y rápidamente se hizo popular para tareas industriales, y más tarde para locomotoras de maniobras y de corta distancia. Como se ha señalado, presentan ventajas y desventajas en comparación con las locomotoras con ténder tradicionales. 

## Orígenes
La primera locomotora con depósito incorporado fue la Novelty, que corrió en las Pruebas de Rainhill organizadas en 1829. Es un ejemplo de depósito inferior ("well tank"). Aun así, la forma más común con depósito lateral data de la década de 1840; una de las primeras máquinas de este tipo fue suministrada por George England and Co. de New Cross a los contratistas que construían el ramal Newhaven Sussex, para el Ferrocarril de Londres y Brighton y de la Costa Sur en 1848.
A pesar de la creencia inicial de que tales locomotoras eran por sí mismas inseguras, su diseño se impuso rápidamente, en especial para máquinas de uso industrial, y cinco fabricantes exhibieron diseños de este tipo en la Gran Exposición de 1851: E. B. Wilson y Compañía, William Fairbairn & Hijos, George England, Kitson Thompson y Hewitson y William Bridges Adams. A mediados de la década de 1850, podían verse locomotoras con depósito incorporado recorriendo numerosas líneas principales y en tareas industriales, particularmente en recorridos cortos o con cambios frecuentes de dirección.

## Tipos de locomotoras con depósito incorporado

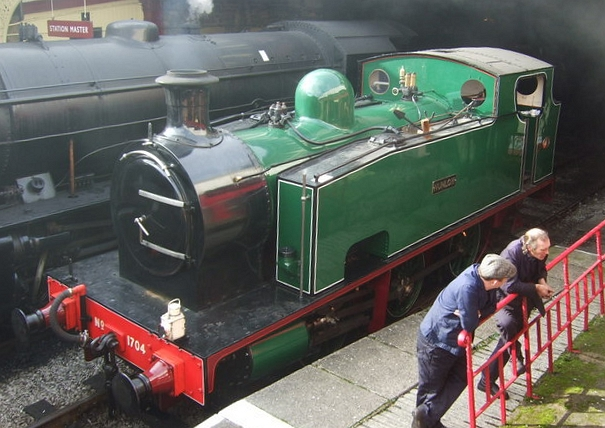
Un ejemplo con un frente troncocónico y un hueco en el costado para dar acceso al mecanismo de rodadura

Existen varios tipos de locomotoras con depósito incorporado, según la ubicación y el estilo de los tanques de agua. Estos incluyen los depósitos laterales, en silla de montar, inferior y otros. 

### Depósitos laterales

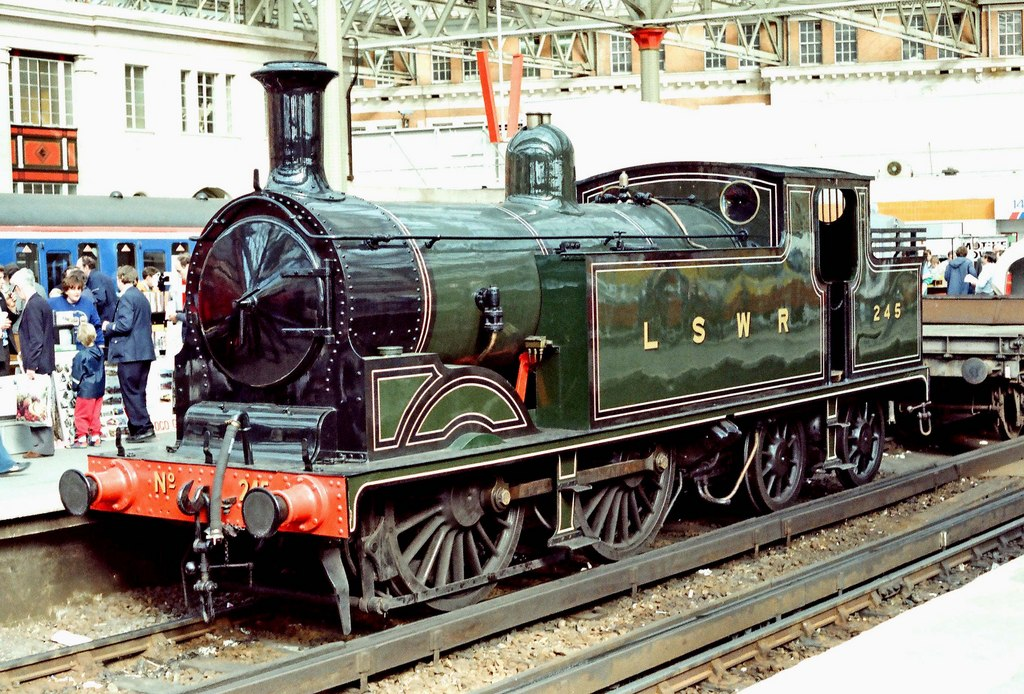
Una típica locomotora de depósito lateral de 1897

Las locomotoras de depósitos laterales transportan el agua en tanques rectangulares montados a ambos lados de la locomotora, en contacto con la caldera. Los lados del tanque se extienden hasta la plataforma de mantenimiento si está presente, durante al menos parte de su longitud. Esta era una configuración común en el Reino Unido. 
La longitud de los tanques laterales a menudo se limitaba para dar acceso al mecanismo de movimiento interior. Los tanques que corrían a lo largo de la caldera proporcionaban una mayor capacidad de agua, pero en este caso, se incorporaban huecos en el tanque rectangular para dar acceso al mecanismo del movimiento. Los tanques laterales más largos a veces se estrechaban hacia abajo en la parte delantera para mejorar la visibilidad hacia adelante. Casi todos los tanques laterales finalizaban en, o antes, del final del barril de la caldera, con la caja de humos sobresaliendo por delante. Algunos diseños llegaban al frente de la caja de humos, siendo deninados 'planchas' ("flatirons").

### Depósito de silla de montar

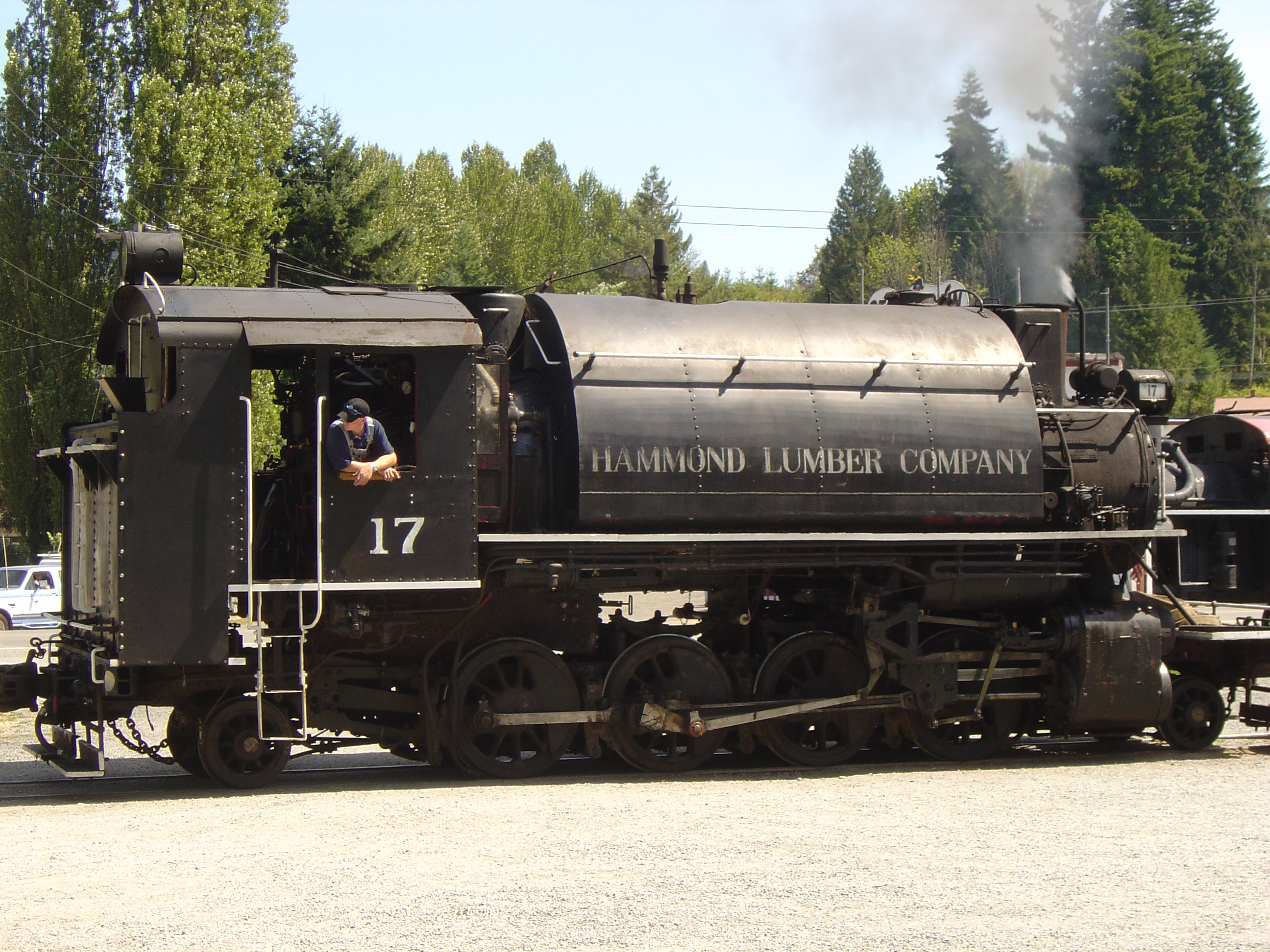
Gran tanque de silla de una 2-8-2T estadounidense. Obsérvese el tanque corto, evitando tanto la caja de fuego como la caja de humos

El tanque de agua se encuentra en la parte superior de la caldera como una silla de montar se sitúa encima de un caballo. Por lo general, el tanque está curvado en sección transversal, aunque en algunos casos había lados rectos coronados por una curva (como una 'U' invertida), o incluso una forma de arco conopial (un arco apuntado cóncavo que se transforma en uno convexo). Los tanques de silla de montar eran una disposición popular, especialmente en las locomotoras más pequeñas de uso industrial. Proporcionaba un mayor suministro de agua, pero limitaba el tamaño de la caldera y restringía el acceso para limpiarla. Además, la locomotora poseía un centro de gravedad más alto, y por lo tanto, debe funcionar a velocidades más bajas. La visión del conductor también puede verse restringida, limitando de nuevo la velocidad de operación segura. 
La caldera precalienta ligeramente el agua del tanque, lo que reduce la pérdida de presión que se produce cuando se inyecta agua fría de alimentación en la caldera. Sin embargo, si el agua se calienta demasiado, los inyectores pierden eficacia y pueden fallar. Por esta razón, los tanques a menudo se terminaban cerca de la caja de humos, más caliente y sin aislamiento. 
La forma cuadrada de la caldera Belpaire no cabe fácilmente debajo de un tanque de silla de montar, por lo que en la mayoría de estos diseños se utilizaba la caldera de tapa redonda más antigua. Algunas locomotoras estadounidenses usaban tanques de silla de montar que solo cubrían el barril de la caldera, delante de la caja de fuego.

### Depósito de alforjas

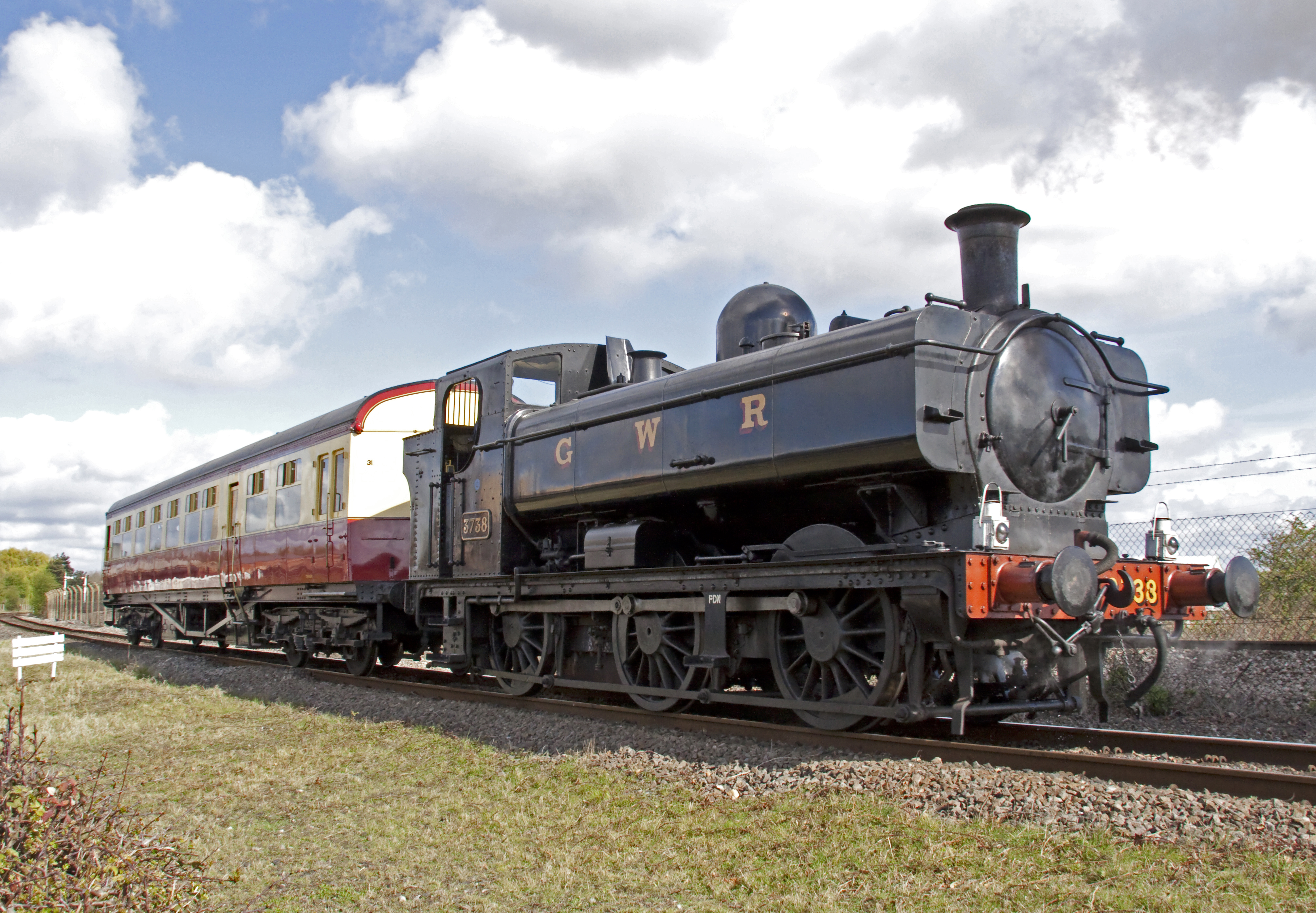
Depósito de alforjas: Clase GWR 57xx

Los depósitos de tipo alforja, utilizados en Gran Bretaña casi exclusivamente por el Great Western Railway, y también comunes en Bélgica, son depósitos en forma de caja que se transportan a los dos lados de la caldera, como las alforjas que transportan los animales de carga. A diferencia del tanque lateral, no llegan hasta el bastidor, y hay espacio entre el tanque y la placa de rodadura. Esta disposición de los depósitos rebaja algo el centro de gravedad en comparación con un tanque de silla de montar, al tiempo que permite un fácil acceso al movimiento interior. Las primeras locomotoras de este tipo del Great Western se construyeron a partir de máquinas con depósito en forma de silla de montar, cuando se reconstruyeron a principios de 1900 con caldera Belpaire. Hubo dificultades para acomodar la parte superior plana de este último dentro de un tanque de silla de montar circundante, lo que reducía su capacidad y aumentaba la tendencia a sobrecalentar el agua en el tanque. En Bélgica, los tanques tipo alforja estaban en uso al menos desde 1866, una vez más junto con las locomotoras de caldera Belpaire construidas para el Estado belga y para la Société Générale d'Exploitatation (SGE), una empresa privada que agrupaba líneas secundarias más pequeñas. Las locomotoras de tanque tipo alforja a menudo se ven como un icono del GWR.

### Depósito inferior
En este diseño, utilizado en máquinas antiguas y más pequeñas, el agua se almacenaba en un tanque situado en la parte inferior de la locomotora, generalmente colgado del bastidor. Esta solución no restringía el acceso a la caldera, pero el espacio disponible es limitado, y por lo tanto, el diseño no es adecuado si se requieren volúmenes de agua grandes. Sin embargo, este diseño tiene la ventaja de rebajar la posición del centro de gravedad, lo que crea una mayor estabilidad en vías estrechas o mal mantenidas. La locomotora Novelty de 1829 era un prototipo con este diseño.

### Depósito trasero
En este diseño, el tanque se coloca detrás de la cabina, generalmente sobre un bogie de soporte. Esto elimina el peso del agua de las ruedas motrices, dando a la locomotora un peso de tracción constante. La desventaja es una reducción en la capacidad de carga de agua. Un tanque trasero es un componente esencial del tipo de locomotora estadounidense Forney, una máquina con configuración 4-4-0 con ruedas invertidas.

### Depósito de ala
Este tipo utiliza tanques laterales situados a lo largo de la caja de humos, en lugar de la longitud total de la caldera. Se utilizaron principalmente en locomotoras industriales de vía estrecha, con la posibilidad de rellenarse de agua frecuentemente y donde los tanques laterales o de silla de montar restringirían el acceso al mecanismo interior de las válvulas. Por ejemplo, el Tranvía de Kerry Excelsior ha sido descrito tanto del tipo de ala como del de silla invertido.

### Depósito de silla invertido
El depósito de silla invertido era una variación del depósito de ala, en el que los dos tanques se unían por debajo de la caja de humos y la sostenían. Este diseño raro se usó por las mismas razones que el tanque del ala, pero proporcionó una capacidad de agua ligeramente mayor. La locomotora del Tranvía de Brill Wotton pudo haber tenido un tanque de este tipo. El fabricante W. G. Bagnall se especializó en este diseño.

### Combinaciones

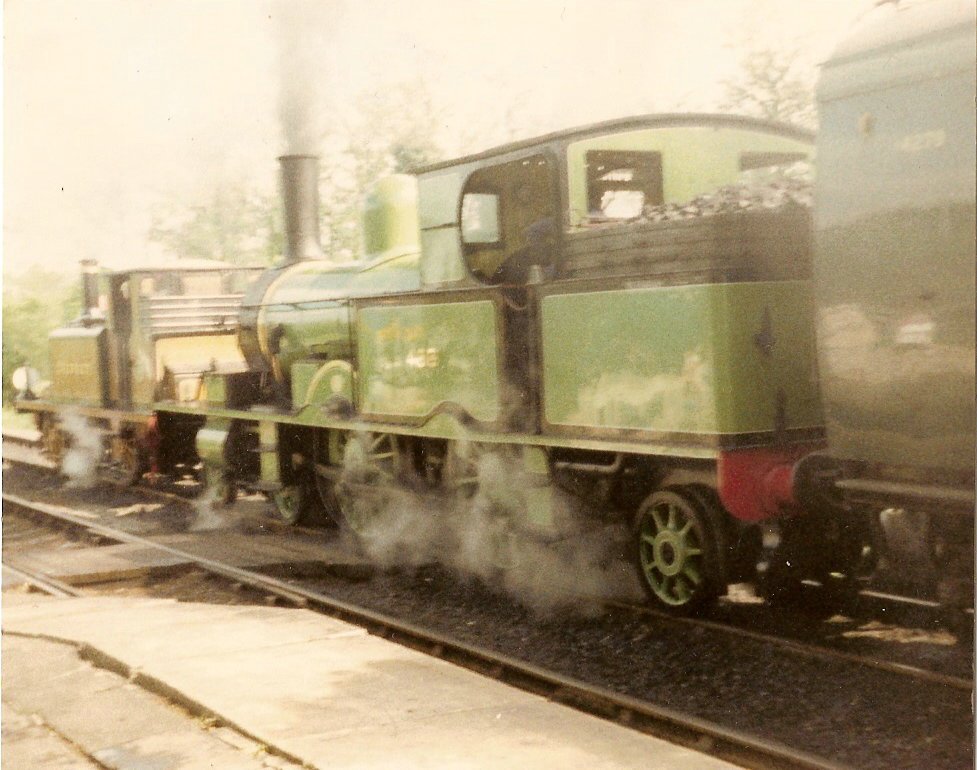
Locomotora Clase LSWR 415, donde se combinan tanques laterales e inferior

Las máquinas con tanques laterales grandes también solían tener un tanque trasero adicional (debajo de la carbonera) o uno inferior (bajo el bastidor). Esta disposición permitía aumentar la capacidad del agua, igualar la distribución del peso y mejorar la estabilidad al rebajar la posición del centro de gravedad. 
Una locomotora de tanque también puede arrastrar un tender enganchado por detrás. Esta composición generalmente se encontraba en los ferrocarriles de vía estrecha, donde el pequeño tamaño de la locomotora restringe el espacio disponible para combustible y agua. Cuando se usaba un tender, generalmente transportaba solo combustible, y los tanques de agua de la locomotora se mantenían en su lugar. El tender ofrecía una mayor capacidad de combustible que una carbonera en la locomotora, y a menudo, la capacidad de agua podría aumentarse al convertir el espacio de la carbonera en otro depósito de agua.

### Disposición de las ruedas
Mientras que una máquina con tender podía describirse como una 0-6-0, la máquina con depósito incorporado equivalente se describiría como una 0-6-0T para un tanque simple, una 0-6-0ST para un tanque de silla de montar, y así sucesivamente ('PT' indica un tanque de alforjas, 'WT 'un tanque inferior y 'CT' un tanque de grúa, etc.) 
Debido a que las locomotoras con depósito incorporado son capaces de operar con la misma velocidad en ambas direcciones (véase más abajo), normalmente tienen disposición de ruedas simétrica para asegurar la misma operatividad y estabilidad en ambos sentidos, incorporando configuraciones formadas exclusivamente por ruedas de tracción (0-4-0T y 0-6-0T) o números iguales de ruedas delanteras y traseras (por ejemplo, 2-4-2T o 4-6-4T). Aun así, otros requisitos, como la necesidad de apoyar una gran carbonera, requerirían en ocasiones utilizar diseños no simétricos (como 2-6-4T).

## Compartimento del combustible

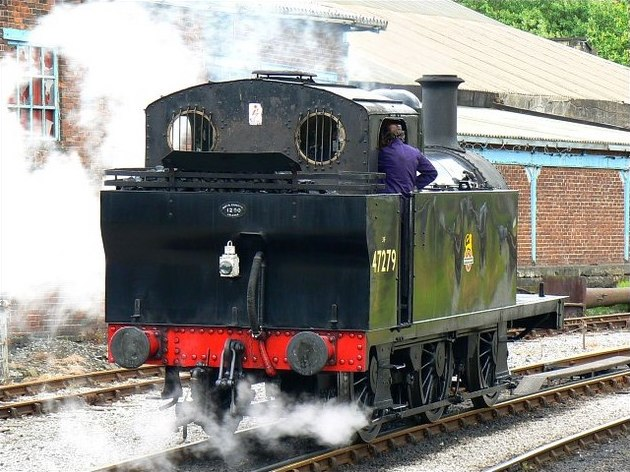
Una carbonera trasera

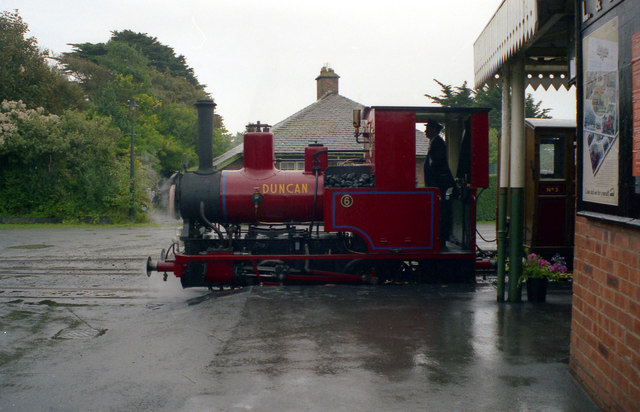
Un compartimento de combustible lateral

En una locomotora con depósito incorporado, el combustible (a menudo carbón) se transporta en un compartimento cuya ubicación puede variar. En una locomotora con un eje o un bogíe de arrastre, el compartimento generalmente estaba situado en la parte trasera de la cabina, pero en los casos en que el fogón sobresalía del eje tracción posterior, era una práctica común colocarlo encima y hacia un lado del fogón, concentrando el peso y estabilizando la locomotora. 

## Otros tipos de locomotoras con depósito incorporado
Hay varios otros tipos especializados de locomotoras de vapor que transportan su propio combustible, pero que generalmente se clasifican en otros tipos por diferentes razones. 

### Locomotora Garratt

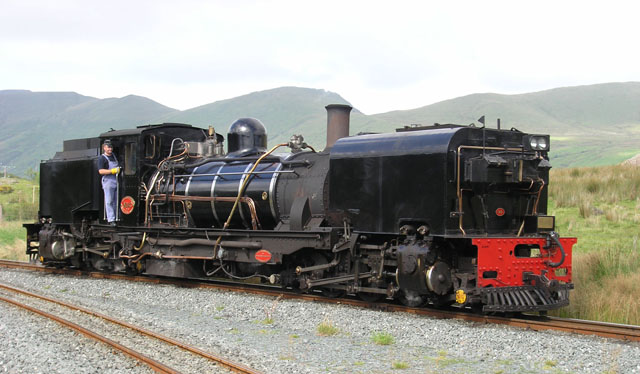
Ferrocarriles Sudafricanos. Locomotora de la clase NGG16 Garratt, conservada en Gales

Una locomotora tipo Garratt se articula en tres partes. La caldera está montada en el marco central sin ruedas, y dos juegos de ruedas motrices (4 cilindros en total) que transportan compartimentos de combustible y tanques de agua están montados en bastidores separados, uno en cada extremo de la caldera. La articulación se utiliza para que las locomotoras más grandes puedan circular por curvas que de otro modo restringirían el tamaño máximo de las locomotoras rígidas utilizables. Una de las principales ventajas de la articulación de las Garratt es el mantenimiento del centro de gravedad de la locomotora sobre o dentro de la línea central de la vía al trazar las curvas. Algunas otras formas de articulación, especialmente la de las locomotoras Mallet, tienden a mover el centro de gravedad fuera de la línea central en curvas cerradas, lo que genera problemas de tracción y estabilidad.

### Grúa con depósito incorporado

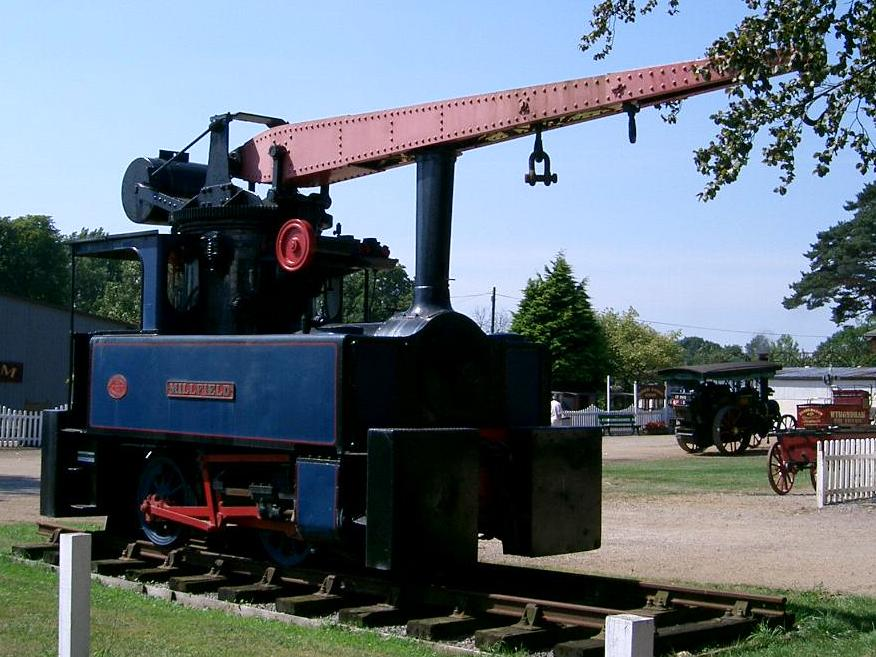
Una grúa con depósito incorporado (Bressingham)

Una locomotora grúa con tanque incorporado (CT) es una máquina de vapor equipada con una grúa para trabajar en talleres ferroviarios u otros entornos industriales. La grúa puede montarse en la parte delantera, central o trasera.

### Locomotoras con depósito aerodinámicas

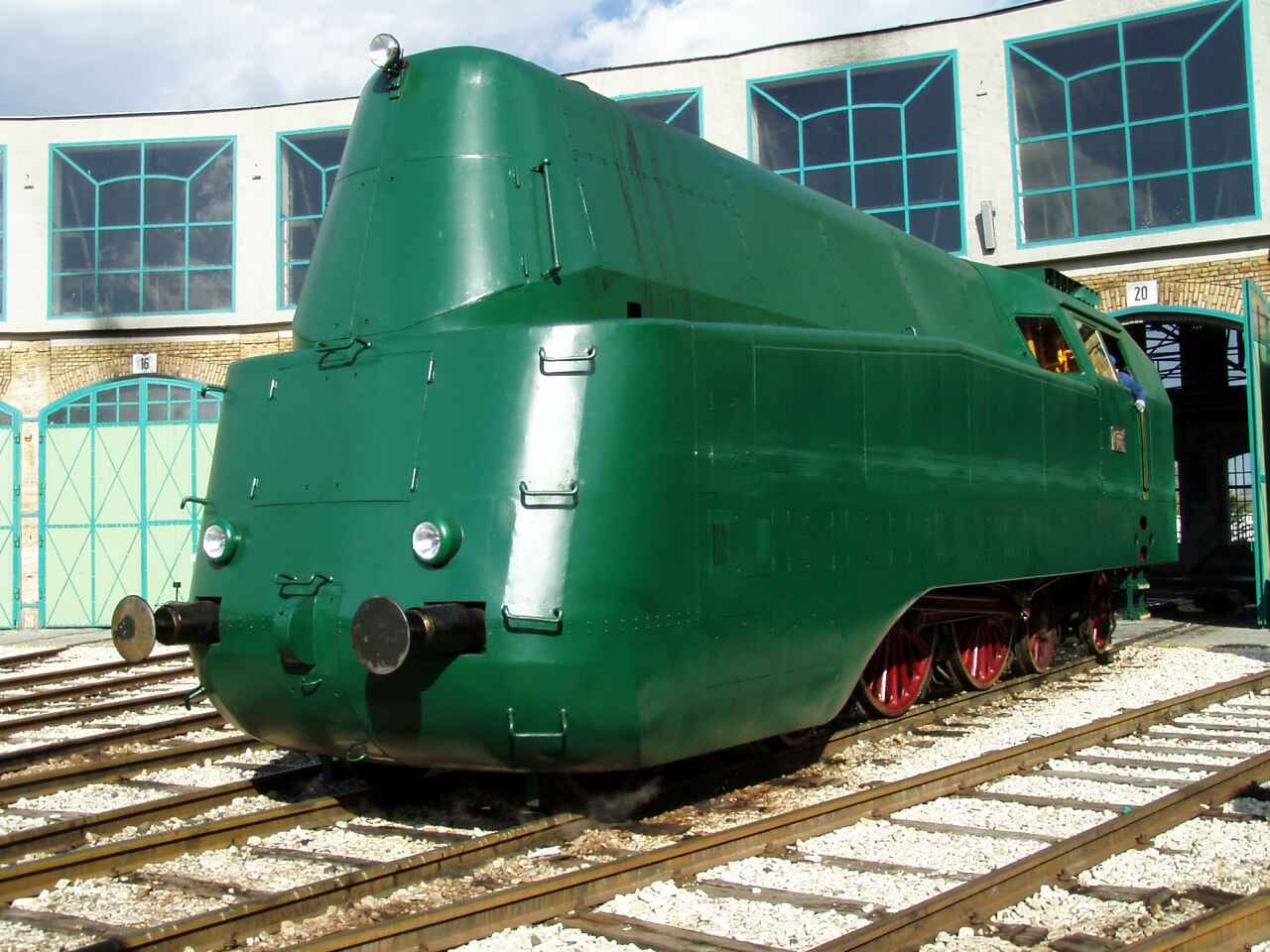
Locomotora de la Clase 242 (Ferrocarriles húngaros)

Durante la década de 1930 hubo una tendencia a que las locomotoras de los grandes expresos de pasajeros se dotaran de carenados cerrados para mejorar su aerodinámica. Casi todas arrastraban un ténder, pero también se diseñaron algunos modelos aerodinámicos con depósito para usarse en servicios de alta velocidad en recorridos más cortos, en los que el tiempo de giro era importante, y la independencia de estas máquinas con respecto a las plataformas cambiadoras de sentido favorecía el citado ahorro de tiempo. Los ejemplos incluyen la Clase 61 alemana y la Clase 242 húngara.

### Locomotoras de obra

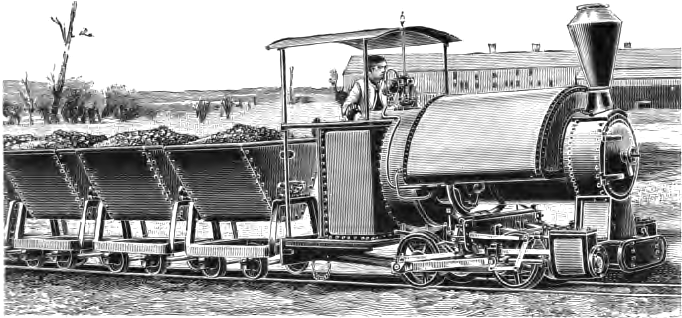
Pequeña locomotora de obra Bagnall, con su distintiva caldera cilíndrica

Las locomotoras de obra eran unas pequeñas máquinas con depósito incorporado especialmente adaptadas para su uso por empresas contratistas de ingeniería civil dedicadas a la construcción de ferrocarriles. Se utilizaban para transportar hombres, equipos y materiales de construcción a través de redes ferroviarias temporales construidas en el lugar de trabajo, y que con frecuencia se reubicaban o se trasladaban a otros lugares a medida que avanzaban los trabajos de construcción. Generalmente eran de los tipos silla de montar o de depósito inferior (véase el texto anterior) pero requerían varias adaptaciones para que fueran adecuadas para su tarea. Se construían para ser lo más livianas posible, con el fin de poder utilizar las precarias vías provisionales, y estaban dotadas de ruedas con pestañas profundas para evitar el descarrile en vías que a menudo eran muy desiguales. Al mismo tiempo, tenían que ser muy potentes y con buena tracción, ya que a menudo debían arrastrar trenes de vagones por pendientes muy empinadas, como las necesarias para acceder a la plataforma transitando por los costados de los terraplenes o por escombreras. Muchas de ellas se diseñaron de modo que se pudieran colocar grandes bloques de lastre de hierro en los bastidores cuando se requería peso y tracción adicionales, y luego se retiraban cuando no era necesario. La mayoría tenían equipos para mejorar la adherencia instalados en todas las ruedas para lograr una máxima tracción. También se requería algún método para evitar que el lodo y el polvo obstruyeran las ruedas y las zapatas de freno; para lo que se utilizaban barras rascadoras instaladas en el borde delantero de las ruedas o chorros de agua a presión suministrados desde el depósito. Para manejar largos trenes de vagones sueltos (y a menudo sin suspensión), las locomotoras de obra generalmente tenían frenos de vapor muy efectivos. La mayoría carecía de una cabina completa, a menudo solo tenían un parapeto delantero. Si estaban dotadas de una cabina, generalmente era desmontable junto con la chimenea y, a veces también con la cúpula, de modo que la locomotora se podía cargar en un vagón plataforma para transportarla a nuevas ubicaciones por ferrocarril mientras permanecía dentro del gálibo de carga. 

### Tranvías a vapor

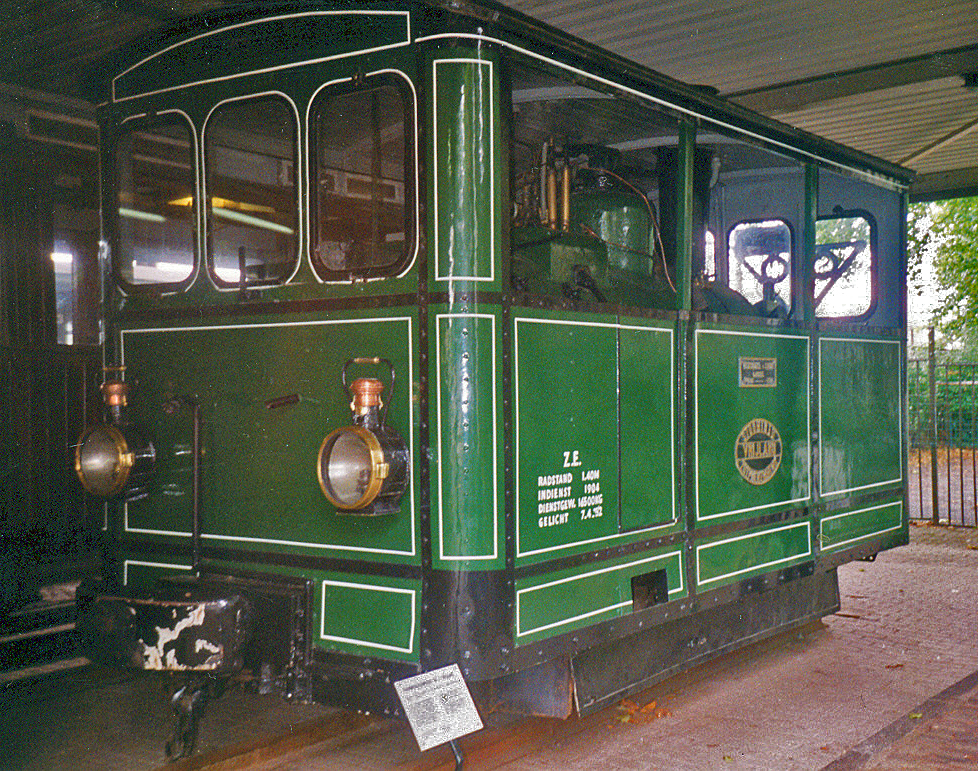
Locomotora de tranvía a vapor del Geldersche Tramwegen, Países Bajos

Las máquinas de los tranvías a vapor, que se construyeron o modificaron para trabajar en una calle o en una carretera, utilizaban casi universalmente el diseño del depósito incorporado. Tenían sus ruedas y mecanismos carenados para evitar accidentes de tráfico. También disponían de rastrillos (botavacas) para evitar que los escombros de la carretera causaran un descarrilamiento. Algunos de estos tranvías estaban equipados con un techo y lados cerrados, lo que les daba un aspecto más parecido a un vagón de mercancías que a una locomotora. Para ahorrar peso, este revestimiento lateral podía ser de metal o de madera. Un conocido ejemplo de un tranvía con carrocería de madera es Toby the Tram Engine, de la serie de ficción Thomas y sus amigos.

### Locomotoras de caldera vertical

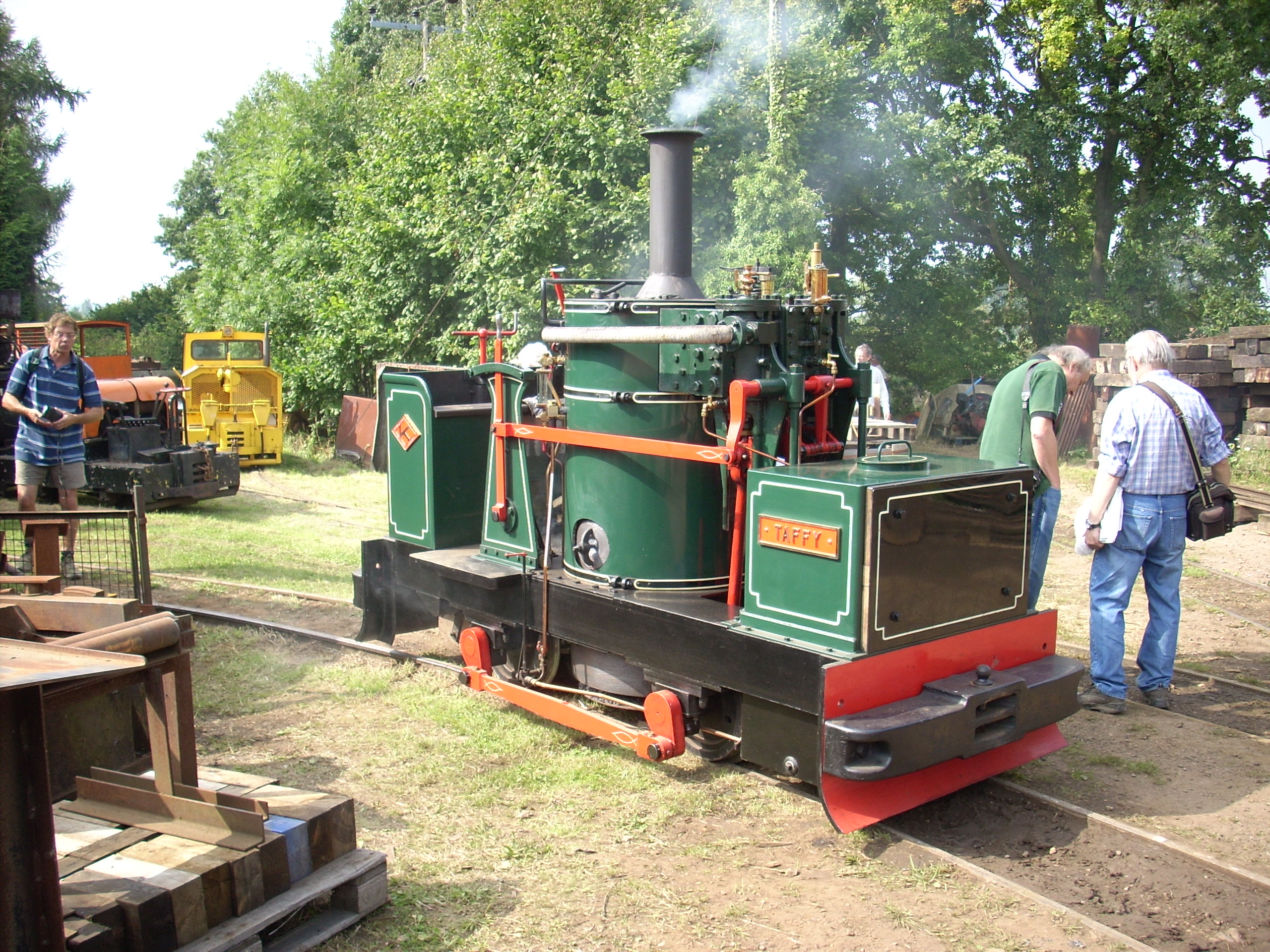
Locomotora de caldera vertical "Taffy"

Las locomotoras ferroviarias con calderas verticales también incorporaban depósitos de agua, permitiendo el diseño de máquinas más pequeñas y más baratas de operar.

## Pros y contras

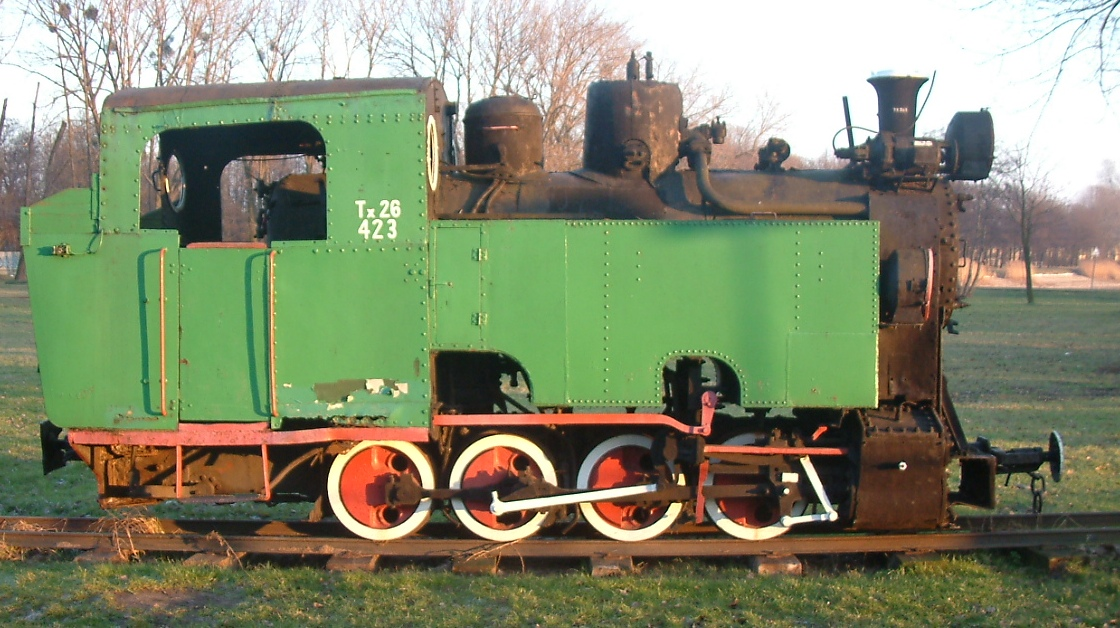
Locomotora de de trocha con depósito incorporado Tx26-423 (Poznan, Polonia)

Las ventajas de las locomotoras con depósito incorporado incluyen:
- Bidireccionalidad: la mayoría de estas locomotoras son capaces de funcionar a toda velocidad en ambos sentidos (aunque esto depende de la disposición de las ruedas; por ejemplo, una 2-6-0T no podrá funcionar tan rápido marcha atrás, debido a la falta de un eje de guiado en el lado posterior). La mayoría de las locomotoras con tender no pueden hacer esto, porque el ténder no está diseñada para ser empujado, y puede volverse inestable a velocidades más altas. Las locomotoras con ténder generalmente requieren instalaciones de giro, como una plataforma giratoria o un triángulo en cada extremo del recorrido. Una locomotora con depósito, por otro lado, simplemente puede engancharse en el otro extremo del tren (siempre que haya una vía de maniobra), e iniciar la marcha en sentido contrario. El maquinista de una locomotora con depósito generalmente tiene una mejor visión marcha atrás que una máquina con ténder, y además está mejor protegido de las inclemencias meteorológicas.
- El combustible y el agua aumentan el peso de adherencia: el peso de tracción utilizable de una locomotora es el producto del peso en sus ruedas tractoras multiplicado por el factor de adherencia. Por lo tanto, hasta los límites de la carga por eje máxima permitida y otros límites de carga, cuanto más peso descanse sobre las ruedas motrices, mejor. En una locomotora con depósito, el peso de su propio combustible y del agua aumenta el peso de tracción disponible.
- Compacidad: una locomotora con depósito es más corta que una locomotora con ténder equivalente. Esto es importante en entornos con espacio limitado para las locomotoras, como en las colas de maniobras.
- Eficiencia: muchos de los depósitos de estos trenes están diseñados para estar en contacto con la caldera y caldear el agua, que una vez precalentada alcanzará el punto de ebullición más rápido que el agua más fría disponible en una máquina con ténder. Por otro lado, el agua excesivamente caliente puede interferir con el funcionamiento del inyector de vapor, y debe evitarse.

También presentan algunas desventajas:

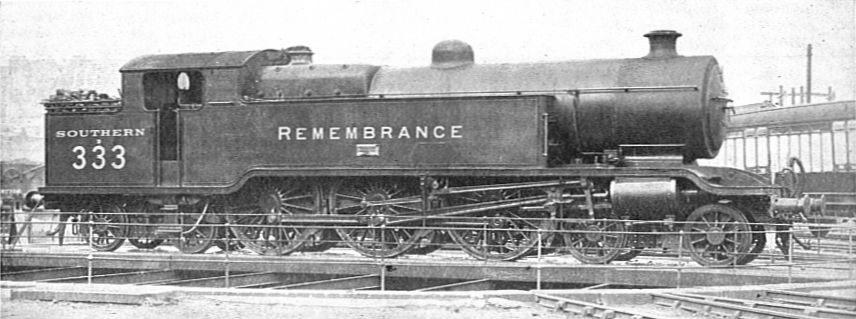
Las locomotoras de la clase LB y SCR L se equiparon con tanques inferiores, y parte de los tanques laterales se bloquearon para mejorar su estabilidad

- Capacidad limitada de combustible y agua: un ténder generalmente tiene una capacidad mucho mayor que la disponible en una locomotora con depósito incorporado. Esto restringe el alcance de estas locomotoras entre los puntos de abastecimiento de combustible y de agua. Esta es una razón por la que las máquinas con depósito eran mucho más populares en Europa y en el Reino Unido que en Estados Unidos u otros lugares, porque las distancias eran mucho más cortas entre las estaciones de servicio y los puntos de recarga de agua.
- Peso de adherencia variable: a medida que se agota el agua en los depósitos, el peso adherente general de la locomotora disminuye, lo que a su vez reduce el peso del tren del que la locomotora puede tirar. Las locomotoras con baja carga de agua también podían circular peor, al elevarse su centro de gravedad por la reducción de peso sobre los resortes de la suspensión.
- Inestabilidad: el movimiento interno del agua en los grandes depósitos laterales podía hacer que la locomotora se volviera inestable y propensa al descarrilamiento, como fue el caso de las máquinas de la Clase LB & SCR L 4-6-4T antes de que se modificaran.
- Distribución de la carga máxima por eje: para las locomotoras con depósitos más grandes, es difícil poner mucho combustible y agua a bordo sin requerir más ejes de los que puede manejar un bastidor rígido.
- Límite del diámetro de la caldera: la caldera y los tanques de agua deben caber dentro del gálibo de carga del ferrocarril. Por encima de un cierto diámetro de caldera, hay poco o ningún espacio para agregar depósitos de agua sin sobrepasar el citado gálibo de carga.

## Popularidad
La popularidad de estas máquinas no fue la misma en todo el mundo. Eran más comunes en áreas donde la duración de los trayectos era corta, y se necesitaba un tiempo de vuelta rápido o no había instalaciones de giro disponibles, principalmente en Europa. Con su limitada capacidad de combustible y agua, no eran muy adecuadas en áreas donde los largos recorridos entre paradas eran la norma. 
Eran muy comunes en el Reino Unido, Francia y Alemania. En el Reino Unido, se usaban con frecuencia para maniobras de composición de trenes; en servicios de pasajeros suburbanos; y en tareas de cargas locales. El GWR era famoso por sus locomotoras con depósito incorporado Prairie (como la clase "61xx"), utilizadas para tareas diversas, incluidos trenes muy pesados en las líneas de minería de carbón del valle de Gales, con tanto éxito que se diseñó la gran clase "42xx" 2-8-0 para esta tarea. También en Alemania se construyeron grandes locomotoras con depósito incorporado. En los Estados Unidos tendían a estar restringidas al servicio suburbano (para tirar y empujar), uno de los puntos fuertes de estas máquinas, y también como locomotoras de maniobras en terminales y playas de vías. Fueron populares en las operaciones forestales de tala de árboles, en la minería y en el servicio industrial. 
El término inglés "tank engine" ha entrado en la cultura popular a través del famoso personaje de los relatos de Wilbert Awdry, Thomas the Tank Engine (el tren protagonista de la serie de animación Thomas y sus amigos). 

## Preservación

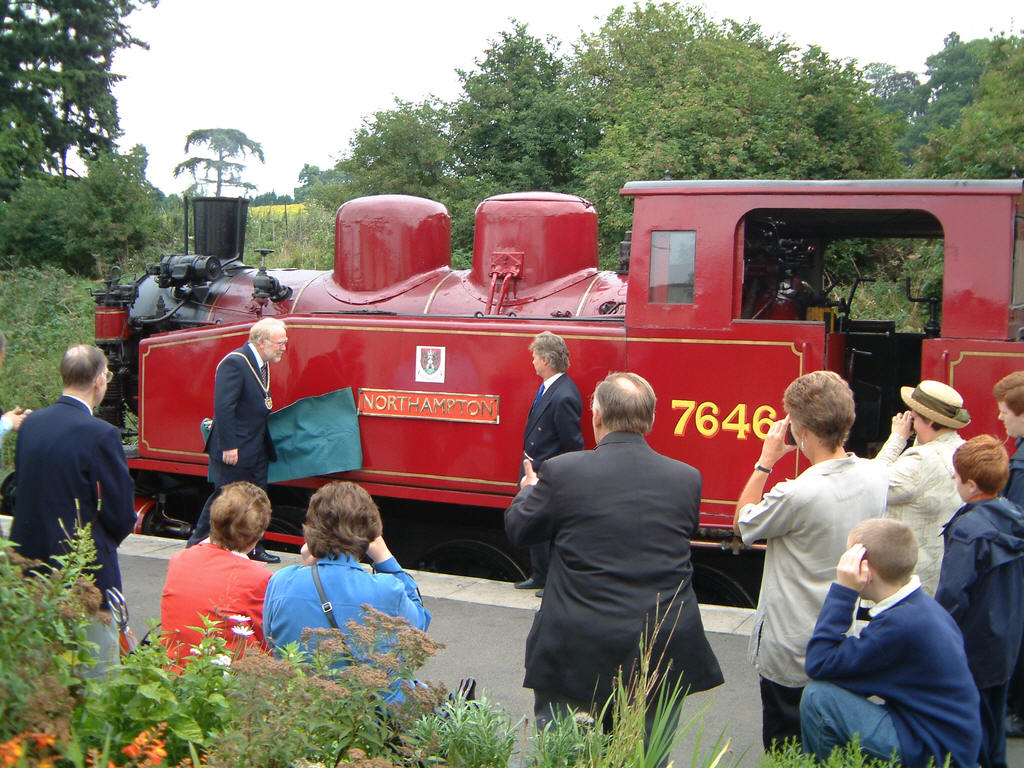
Locomotora de tanque lateral de construcción polaca 7646 Northampton en su ceremonia bautismal en 2001

Las locomotoras con depósito incorporado son populares entre los ferrocarriles patrimoniales por varias razones. Por lo general, son más baratas de adquirir que una locomotora con ténder debido a su menor tamaño, y también más baratas de transportar hasta las líneas patrimoniales, que suelen estar aisladas de las redes ferroviarias nacionales. Muchas de estas locomotoras se han comprado a antiguos ferrocarriles industriales, donde había bastantes unidades disponibles y con precios más bajos.
La mayoría de los recorridos de los ferrocarriles patrimoniales son cortos y generalmente no tienen plataformas giratorias en ambos extremos de la línea. Una locomotora con depósito tiene buena visibilidad para el maquinista en ambas direcciones. Como los trenes que se transportan suelen ser livianos, la locomotora de tanque es más eficiente en combustible que una locomotora grande con ténder. El costo de mantener la locomotora también es más bajo, y se produce un menor desgaste en las vías.